# Exomala okiwaensis
Exomala okiwaensis är en skalbaggsart som beskrevs av Ohaus 1925. Exomala okiwaensis ingår i släktet Exomala och familjen Rutelidae. Inga underarter finns listade i Catalogue of Life.